# Zdeňka Rábová
Zdena Rábová (17. prosince 1936, Ivančice – 18. května 2006 Brno) byla česká pedagožka a IT specialistka. Podílela se na vytváření a vývoji samostatného počítačového oboru v České republice i na tvorbě studijních plánů a programů v softwarových oblastech.

## Život a vzdělání
Narodila se v rodině lékárníka a podnikatele Merlíčka a jeho ženy, učitelky hudby, rozené Šaškové. V roce 1955 maturovala na Gymnáziu Jana Blahoslava v Ivančicích. Stavební fakultu VUT v Brně ukončila v roce 1960 a od roku 1963 se začala zajímat o tehdy nový obor – programování na číslicových počítačích. Svou odbornou kariéru v oblasti počítačů zahájila na fakultě pod vedením profesora Zdeňka Drahoňovského, kde začala navštěvovat kurzy programování na počítači LGP 30 v Laboratoři počítacích strojů VUT. V roce 1965 byla přijata na katedru počítačů Fakulty elektrotechniky VUT. Tam se jí podařilo vybudovat laboratoř s počítačem MSP-2A. V dílně pod jejím vedením se zrodil první východoevropský překladač jazyka Algol 60 a také první texty o programovacím jazyku Pascal.
V roce 1975 obhájila kandidátskou disertační práci Simulace diskrétního systému. Svou habilitační prací Abstraktní a simulační modely dynamických systémů podala v roce 1978 a v roce 1980 byla ustavena docentkou. Z jejího vědeckého vedení vzešly desítky absolventů doktorského studia, řada docentů, tři profesoři a jeden kněz s vědeckou hodností v počítačovém oboru. Dva profesoři, kteří vzešli z jejího vedení dosáhli na funkci děkana. Na její památku je nejlepším studentům Fakulty informačních technologií VUT každoročně udělována Cena Zdeny Rábové.
Její odborné znalosti spojené s intuicí ovlivnily personální a strukturální vývoj pracoviště, z něhož vznikla Fakulta informačních technologií. Zemřela ve věku 69 let v Brně.